# Museo artistico industriale Filippo Palizzi
Il Museo artistico industriale "Filippo Palizzi" è un museo di Napoli, istituito alla fine del XIX secolo da Gaetano Filangieri, principe di Satriano.

## Storia
Il 7 febbraio 1882 il Filangieri inaugurò il museo, la cui istituzione fu sancita da un decreto legge di Francesco De Sanctis, ministro della Pubblica Istruzione, nascendo con precise finalità didattiche e, a differenza di molti altri musei napoletani, privilegiando più che la ricchezza di oggetti d'arte, la qualità di manufatti antichi e moderni che permettessero agli allievi di formarsi nell'oreficeria, nell'ebanisteria, nella ceramica e nella lavorazione dei metalli.
Nel 1889 il museo trovò sede nei locali dell'ex collegio della Marina Borbonica, la cui facciata fu decorata dieci anni dopo l'inaugurazione (avvenuta il 31 ottobre 1899) da Domenico Morelli e Guglielmo Raimondi con maioliche in stile neo-rinascimentale, poi danneggiate dagli eventi bellici del secondo conflitto mondiale nel 1943.
Dopo una chiusura durata alcuni decenni, il museo è stato restituito alla città di Napoli nel 1986, soprattutto grazie all'opera del direttore artistico e preside dell'istituto d'arte dell'epoca, Enrico Trombino, dopo una certosina opera di reperimento e catalogazione di circa 7 000 opere (pitture, ceramiche, sculture, ecc.) dei grandi maestri dell'arte napoletana e dei loro allievi.

## Le raccolte
La maggior parte dei manufatti presenti è costituita da ceramiche (circa 6 000 pezzi), che sono distribuiti in diverse sezioni; una sala è intitolata a Filippo Palizzi, pittore ottocentesco, di cui il Museo conserva opere interessanti, come il disegno preparatorio del tondo con Leone e scena di caccia grossa (1881) e la Fontana con elementi naturalistici (1884).
Vi è poi la collezione di reperti archeologici, con pezzi provenienti dalla Magna Grecia, recuperati a Cuma, Teano, Bari, Brindisi oppure provenienti da raccolte private come nel caso delle opere donate da Palizzi stesso.
Tra i reperti egizi, donati al Museo dal principe Aslan D'Abro Pagratide e dal Museo egizio del Cairo, vi sono alcuni pezzi del periodo tardo dinastico e del periodo tolemaico; del IV-VI secolo d.C. sono invece le stoffe di derivazione copta ceduti nel 1909 dal Museo Guimet di Parigi.
Vi è poi una sezione dedicata all'arte islamica con acquisizioni ottocentesche di una collezione costituita da mattonelle persiane, turche, egiziane, siriane e indiane che, nell'insieme consentono uno studio dell'evoluzione della tecnica del lustro metallico: importante in questo ambito è la Scena di banchetto all'aperto, opera persiana del primo Ottocento.
Nel museo trovano inoltre spazio manufatti cinesi (coppia di vasi di epoca K'ang-hi del 1622-1772) e giapponesi (teiera realizzata nel periodo Edo del 1668-1883).
Tra le ceramiche italiane, eseguite in un arco di tempo che va dal Quattrocento all'Ottocento, spiccano senza dubbio i pavimenti maiolicati (molto presenti a Napoli sin dal tempo di Alfonso I d'Aragona) e una serie di pezzi, sempre in maiolica da tavola e da farmacia.
Tra gli oggetti di varia tipologia, il Museo espone il volto del bronzetto Lo zio prete di Vincenzo Gemito, realizzato tra il 1870 e il 1880 e alcuni vetri della fabbrica Salviati di Venezia.